# Ethylensulfat
Ethylensulfat ist eine chemische Verbindung aus der Gruppe der Schwefelsäureester, genauer der cyclische Ester der Schwefelsäure mit Ethylenglycol.

## Herstellung
Für die Herstellung von Ethylensulfat sind diverse Methoden bekannt. Zuerst hergestellt wurde es durch Reaktion von 1,2-Dibromethan und Silbersulfat. Die direkte Umsetzung von Ethylenglycol mit Sulfurylchlorid ergibt eine schlechte Ausbeute. Alternative Herstellungsverfahren sind die Umsetzung von Ethylenglycoldiacetat mit Dimethylsulfat oder von Ethylen mit Phenyliodsulfat. Eine weitere Methode ist die Oxidation von Ethylensulfit mit Ruthenium(III)-chlorid und Natriumperiodat.

## Eigenschaften
Ethylensulfat hat einen n-Octanol-Wasser-Verteilungskoeffizient von {\displaystyle \log P_{ow}=0,37}. Bei 23 °C ist der Wert {\displaystyle \log P_{ow}=-0,45}.

## Reaktionen
Ethylensulfat wird leicht zu Ethylenglycol und Sulfat hydrolysiert. Es ist außerdem analog zu Ethylenoxid hochreaktiv und kann durch verschiedene Nucleophile geöffnet werden. Dazu gehören Phenolate, Aminoxide und Carboxylate. Ebenso kann es durch Grignard-Verbindungen und anderen Organometallverbindungen (z. B. Phenyllithium) geöffnet werden. Ab 170 °C findet thermische Zersetzung statt.

## Verwendung
Die Verwendung von Ethylensulfat in Lithiumionenbatterien wird erforscht. Verschiedene Versuche haben gezeigt, dass ein Zusatz von wenigen Prozent der Verbindung zur Elektrolytflüssigkeit die Lebensdauer von Batterien erhöhen kann. Die Reduktion des Ethylensulfats führt zur Abscheidung verschiedener Verbindungen wie Lithiumsulfit auf der Graphitanode, was den elektrischen Widerstand am Übergang zwischen Elektrode und Elektrolytlösung absenkt.

## Externe Links zu erwähnten Verbindungen
1. ↑  Externe Identifikatoren von bzw. Datenbank-Links zu Ethylenglycoldiacetat:  CAS-Nr.: 111-55-7, EG-Nr.: 203-881-1, ECHA-InfoCard: 100.003.529, GESTIS: 14050, PubChem: 8121, ChemSpider: 21106536, Wikidata: Q27272433.
2. ↑  Externe Identifikatoren von bzw. Datenbank-Links zu Phenyliodsulfat:  CAS-Nr.: 105942-19-6, Wikidata: Q125117075.
3. ↑  Externe Identifikatoren von bzw. Datenbank-Links zu Ethylensulfit:  CAS-Nr.: 3741-38-6, EG-Nr.: 223-131-7, ECHA-InfoCard: 100.021.029, GESTIS: 11540, PubChem: 77342, ChemSpider: 69759, Wikidata: Q27269680.
4. ↑  Externe Identifikatoren von bzw. Datenbank-Links zu Lithiumsulfit:  CAS-Nr.: 13453-87-7, EG-Nr.: 236-636-2, ECHA-InfoCard: 100.033.292, PubChem: 11665397, ChemSpider: 11358882, Wikidata: Q6647969.